# Phortica fangae
Phortica fangae är en tvåvingeart som först beskrevs av Maca 1993.  Phortica fangae ingår i släktet Phortica och familjen daggflugor.
Artens utbredningsområde är Taiwan. Inga underarter finns listade i Catalogue of Life.